# أليكساندر وات
أليكساندر ستيوارت وات (21 يونيو 1892م - 2 مارس 1985م) هو عالم نبات بريطاني وباحث في علم البيئة النباتية.

## حياته
ولد وات في مزرعة أبردنشاير وذهب إلى ثانوية توريف ومن ثم التحق بكلية روبرت جوردن في أبريديين. تخرج ببكالوريوس في العلوم، وحصل على ماجستير في العلوم الزراعية (دراسات عليا) من جامعة أبيرديين في عام 1913.
عندها توجه إلى جامعة كامبريدج ليعمل على غابات الزان تحت يد آرثر تانسلي ,وحصل على ماجستير في العلوم في عام 1919 (بعد مقاطعته ليقوم بواجبه العسكري عام 1916-1918). وقد عين محاضرا لغابة علم النبات وغابة علم الحيوان في جامعة أبيردين. وقد أكمل دراسته في غابات الزان الإنجليزية الجنوبية في العطلات وحصل على شهادة الدكتوراه من جامعة كامبريدج في عام 1924. وفي عام 1929، أصبح أليكساندر محاضرا في علم الحراجة (الغابات)، في جامعة كامبريدج، وعندما وشك أن يبدأ المحاضرة لطلاب السنة الجامعية الأولى، قال محاضر الغابات النباتية: [هو لقب عكس اهتماماته الواسعة النطاق وتأثره بعلم البيئة النباتية ].
تقاعد وات من الجامعة سنة 1959، ولكنه أكمل عمله- بنشر مقالات في مجلة البيئة في نهايات سنة 1982، 63 سنة بعد تحريره الأول لمقالة في هذه المجلة.
وقد قبل أن يكون محاضر زائر في جامعة كولورادو في عام 1963، وبروفيسور زائر في جامعة الخرطوم في سنة 1965. وفي عام 1970، شارك في تنظيم ندوة علمية في الحفاظ على الطبيعة. وكان رئيس جمعية الإيكولوجيا البريطانية]] من 1946 - 1947. وكان تابعا لالجمعية الملكية منذ عام 1957. وفي عام 1975، كرم وات بالميدالية الذهبية من قبل المجتمع الذهبي.

## الأثر العلمي
وثيقته التي نشرها عام 1947 بعنوان (النمط والمعالجة في المجتمع النباتي]] كانت الطريق له ليصل إلى رئاسة مجتمع الإيكولوجا البريطاني، وقد كانت هذه الوثيقة اقتباسا صحيحا كلاسيكي في المجالات العلمية. هذه الورقة تصف الحياة النباتية (كميكانيكا حية والتي تحافظ وتجدد بعضها البعض).